# Народы и религии мира
Народы и религии мира: Энциклопедия — однотомная энциклопедия, посвящённая существующим в мире религиям и народам. Содержит свыше 1250 статей о народах и свыше 480 статей о религиях, которые снабжены около 2000 иллюстраций.
Вышла в 1998 году. Основана на энциклопедии «Народы мира: Историко-этнографический справочник» 1988 года издательства «Советская энциклопедия». И послужила основой для энциклопедии «Народы мира» 2007 года издательства «ОЛМА Медиа Групп».

## История создания
Энциклопедия была подготовлена при участии большого коллектива авторов, основная часть которых являлась специалистами Института этнологии и антропологии имени Н. Н. Миклухо-Маклая РАН, и вышла в 1998 году в издательстве «Большая Российская энциклопедия». Основой для энциклопедии послужил вышедший в 1988 году в издательстве «Советская энциклопедия» историко-этнографический энциклопедический справочник «Народы мира».
Кроме того на сайте мультимедиа-издательства «КомпактБук» при поддержке Института «Открытое общество» была запущена электронная версия энциклопедии, которая затем была размещена на сайте Информационно-энциклопедического проекта «Рубрикон», где общее число статей составило 2634 наименования, из которых: 1262 статьи в разделе «Народы мира», 490 статей в разделе «Религии мира», 125 статей в словаре этнологических понятий, 757 терминов в этнографическом глоссарии, а кроме того около 2000 иллюстраций. Электронная версия была дополнена новыми материалами, предоставленными проекту сотрудниками Института этнологии и антропологии имени Н. Н. Миклухо-Маклая РАН, а также Музея антропологии и этнографии имени Петра Великого (Кунсткамеры) и другими научных учреждений. Так раздел «Религии мира» был дополнен статьёй С. И. Вайнштейна «Шаманство (шаманизм)». Кроме того в качестве приложений были опубликованы написанные для электронной версии обзорные статьи — П. И. Пучков «Дивергенция языков и проблема корреляции между языком и расой», О. Е. Казьмина «Конфессиональный состав населения России», М. Н. Кудрявцев «Экспериментальные методы исследования в системе исторических наук», а также ряд справочных статей посвящённых памятным датам, праздничным обрядам и ритуалам некоторых религий. П. И. Пучков составил классификатор «Религии, их направления и течения, важнейшие деноминации».

## Выходные данные
- Народы и религии мира: Энциклопедия / Ин-т этнологии и антропологии им. Н. Н. Миклухо-Маклая Рос. Акад. Наук (Москва); Гл. ред. В. А. Тишков; Редкол.: О. Ю. Артемова, С. А. Арутюнов, А. Н. Кожановский, В. М. Макаревич (зам. гл. ред.), В. А. Попов, П. И. Пучков (зам. гл. ред.), Г. Ю. Ситнянский. — М.: Большая рос. энцикл., 1998. — 928 с. — 100 000 экз. — ISBN 5-85270-155-6.

## Отзывы
Доктор исторических наук, заведующая центром по изучению истории религии и церкви Института всеобщей истории РАН Е. С. Токарева считает, что «энциклопедия „Народы и религии мира“ отражает новейшие достижения отечественной этнологии и религиоведения» и является фундаментальным трудом, ставшим результатом «научно-исследовательской работы большого коллектива учёных, и прежде всего сотрудников Института этнологии и антропологии Российской академии наук». Кроме того она указывает на то, что «прежде всего бросается в глаза огромная ценность представленного материала: подобраны сведения не только о всех мировых и национальных религиях, но и самых мелких церквах, приведены данные об их численности и географическом распространении, структурной организации» и называет большим достоинством издания «наличие богатого иллюстративного материала, дающего представление о этнических типах, национальном костюме, особенностях типов жилища, что делает изложение наглядным и доходчивым». Она приходит к выводу о том, что энциклопедия является «важным итогом плодотворной научно-исследовательской работы большого коллектива учёных» и «имеет большое научное и практическое значение для читателей».
Доктор политических наук, доцент Сибирского института управления — филиала РАНХиГС при Президенте РФ Л. В. Савинов считает «Народы и религии мира» «авторитетной энциклопедией».